# Pierwsza Konferencja Metodologiczna Historyków Polskich
Pierwsza Konferencja Metodologiczna Historyków Polskich (także: konferencja otwocka) – zjazd historyków na przełomie grudnia 1951 i stycznia 1952 w Otwocku, który miał doprowadzić do ostatecznego uznania marksizmu jako jedynej ideologii w historiografii polskiej.

## Kontekst historyczny
W momencie umocnienia się komunizmu w Polsce, przedstawiciele partii i władzy zaczęli dążyć do podporządkowania i ingerowania w szeroko pojętą kulturę. Zapowiedział to jesienią 1947 Bolesław Bierut we Wrocławiu. Powstanie PZPR zintensyfikowało te działania. Pierwszym krokiem był VII Powszechny Zjazd Historyków (1948), podczas którego w ramach obrad sekcji V wskazano, że marksizm jako metoda badawcza w historii najpełniej pozwoli przebadać i wyjaśnić zjawiska dziejowe. Kolejnym krokiem było narzucanie socrealizmu w literaturze i sztukach, czystki na uczelniach wśród kadr naukowych oraz okrajanie programu studiów (np. usuwano socjologię i psychologię). W tym samym, 1949 roku, marksistowscy historycy przejęli najważniejsze pisma historyczne: „Kwartalnik Historyczny” oraz „Przegląd Historyczny”. Likwidacji poddano Instytut Pamięci Narodowej razem z jego pismem „Dzieje Najnowsze”. Zakazano prac nad PSB, którego założycielem i redaktorem był Władysław Konopczyński. Odbyty w 1951 Kongres Nauki Polskiej z referatem m.in. Żanny Kormanowej („Zagadnienie partyjności w nauce historycznej”) wpisywał się w proces podporządkowania historiografii nowej ideologii.

## Przebieg obrad
Konferencja odbywała się od 28 grudnia 1951 do 12 stycznia 1952. Obrady były miejscem, gdzie podkreślono lojalność wobec władzy komunistycznej. Jednocześnie zastanawiano się, jaki sposób postępowania miał przyświecać historykom w badaniach. W Otwocku starły się ze sobą dwa podejścia: „dogmatyczne” (nauka miała być podporządkowana ideologii i bieżącej polityce) oraz „badawcze” (uznanie marksizmu, ale uniezależnienie badań od oczekiwań i potrzeb rządzących). Na konferencji przyjęto ten drugi sposób postępowania.
Postulowano podjęcie badań nad chłopstwem i mieszczaństwem w okresie feudalizmu i kapitalizmu, przybliżenie zagadnień związanych z klasą robotniczą i przewartościowania w ujmowaniu stosunków polsko-rosyjskich w XIX i XX w.
Oceniając obrady goście radzieccy byli pod wrażeniem wysokiego ich poziomu, merytoryczności i dobrego przygotowania Polaków. Cenili sprawność organizacyjną i intensywność konferencji.
Oprócz delegacji Akademii Nauk ZSRR byli również obecni członkowie Biura Politycznego KC PZPR.

## Uczestnicy
W konferencji ze strony polskiej wzięli udział m.in.: Stanisław Arnold, Juliusz Bardach, Józef Dutkiewicz, Józef Gutt, Wojciech Hejnosz, Stanisław Hoszowski, Henryk Katz, Żanna Kormanowa, Eugenia Krassowska-Jodłowska, Witold Kula, Henryk Łowmiański, Tadeusz Manteuffel, Józef Matuszewski, Kazimierz Myśliński, Stanisław Szczotka, Roman Werfel, Adam Vetulani. Historyków radzieckich reprezentowali: Boris Griekow, Eugeniusz Kosminski, Arkady Sidorow, Piotr Trietriakow.

## Następstwa zmian w historiografii
Przyjęcie marksizmu w nauce historycznej oznaczało, że jej fundamentem teoretycznym stał się materializm historyczny interpretowany po stalinowsku. Historycy, którzy wierzyli, że przyjmując marksizm, ale trzymając się warsztatu naukowego unikną wpływu polityki – mogli czuć zawód. Jak zauważył Zbigniew Romek: „Historycy pod presją wydarzeń, chcąc nie chcąc, stali się propagatorami socjalizmu i komunistycznej władzy”. Od tego momentu centralne miejsce w historiografii zajmowała historia gospodarcza. Problematykę historii społecznej ujmowano poprzez szukanie (nierzadko na siłę) konfliktów i walk klasowych. W związku z tym, że historia polityczna była całkowicie zideologizowana, wielu historyków „uciekało” w uprawianie historii kultury. Tradycją, do której odwoływały się władze PRL były uznawane za postępowe szczególnie dwa nurty w kulturze: odrodzenie i oświecenie. Ponadto zaczęto przedstawiać polskie zrywy niepodległościowe w perspektywie konfliktów klasowych. Gruntownej krytyce poddano okres międzywojnia w dziejach Polski.